# Harry Isaacs
Harry Isaacs   (Johannesburg, 26 de gener de 1908 - Johannesburg, 13 de setembre de 1961) va ser un boxejador sud-africà que va competir durant la dècada de 1920.
El 1928 va prendre part en els Jocs Olímpics d'Amsterdam, on guanyà la medalla de bronze de la categoria del pes gall, en perdre en semifinals contra John Daley i guanyar en el combat per la tercera posició a Frank Traynor.